# 月面のクマムシ
2019年4月11日、イスラエルの宇宙船ベレシート（Beresheet）は月面着陸に失敗し、月に墜落した。そのペイロードには数千匹のクマムシ（緩歩動物とも呼ばれる）が含まれていた。 初報によると、クマムシらは不時着時の衝撃に耐えられた可能性があるとされた。 もしクマムシらのどれか一つでも生き残っていた場合、それらは人間、ショウジョウバエ（英語: Fruit flies in space）、カイコ、綿の実（英語: Cottonseed）、ジャガイモ、ブドウの種子、シロイヌナズナ、酵母に続いて、月に到達した10番目の種となる。後の7種はすべて、中国の嫦娥4号によって月に運ばれた。
クマムシ達の生存の可能性は...絶望的なまでに高い、と言えるでしょうね。—Nova Spivack、作家兼ビジネスマン、

## 月面衝突
2019年4月11日、着陸船は月面着陸の最終段階でジャイロスコープの喪失を含む技術的問題により、月面へと墜落した。着陸船は時速3,000キロメートル以上で地表に衝突した。

## クマムシの強靭性
クマムシは、絶対零度に近い極低温や400 Kを超える高温に耐えることができる。対し、月の温度は夜間は140 K、昼間は400 Kの範囲内にとどまる。また、クマムシは大量の電離放射線や宇宙空間の真空にも耐えることができる。
クマムシは上記のように、高放射線、乾燥、超高温などの過酷な環境を生き抜くための卓越した能力を持つため、宇宙での生命の可能性を研究する上で貴重なモデル生物でもある。
複雑な解剖学的構造、極端な実験環境への適応能力、および乾燥無代謝休眠やクリプトビオシスに代表される極限環境下で代謝を停止するという独自の能力により、緩歩動物ークマムシとしても知られるーは、宇宙生物学のための理想的なモデル生物である。Guidetti et al. (2012)によると、クマムシの適応性は低軌道においてテストされており、その結果は生命のための宇宙および月面生息地の保存にとって極めて重要である。
クマムシは、代謝を0.01%未満に、水分含有量を通常の状態の1%にまで低下させることによって、5つのすべてのタイプのクリプトビオシスを行うことができる。さらにクマムシは、数十年後でもこの状態から復活することができる。

## クマムシ「弾丸」研究
2021年、ロンドン大学クイーン・メアリーの研究者らは、クマムシを中空のナイロン弾丸に入れ、2段式ライトガスガンで砂の標的に発射した。テストされたクマムシは、時速3,000キロメートルまでの衝撃と、最大1.14 GPaの一時的な衝撃圧力に耐えることができた。着陸船の金属フレームが地表に衝突する際の衝撃圧力は1.14 GPaをはるかに上回っていたため、クマムシが衝突に生き残る可能性は結果的に低いとされた。

## 汚染の可能性
クマムシらが生存する可能性は、生物学的物質による月の汚染の可能性に関する懸念を引き起こした。回収され水和された場合、確かにクマムシらが覚醒する可能性があるが、月には液体の水が存在しないため、この状況が起こる可能性は低い。
月にクマムシをこぼすこと自体は合法である。 宇宙条約は、他のミッションに干渉する可能性のある兵器や実験、またはツールのみを明示的に禁止している。大規模な宇宙機関は通常、ミッション機器の滅菌のガイドラインに従うが、これらの規則を世界的に施行する単一の機関はない。